# Casa Museu de Emilia Pardo Bazán
A Casa Museu de Emilia Pardo Bazán é um museu localizado na antiga habitação familiar da condessa e escritora Emilia Pardo Bázan na Corunha. Sob a curadoria da Real Academia Galega e sede da mesma, foi legada à instituição pelos seus herdeiros.

## História
Em 1855, José Pardo Bazán e Amalia Rúa-Figueroa y Somoza, pais de Emilia Pardo Bazán, compraram a casa localizada na Rua de Tabernas, nº 11, a Antonio Rivadeira Acebedo e a María Josefa Quiroga y Quindós, para servir de residência familiar.
Anos mais tarde, Emilia Pardo Bazán, que aí quase sempre residiu, tornou-se numa das mais reconhecidas escritoras espanholas do século XIX e inícios do século XX, destacando-se não só pelas obras Los Pazos de Ulloa (1886), La madre naturaleza (1887) ou El Saludo de las Brujas (1880), como também pelo seu papel como uma das mais influentes precursoras e colaboradoras de numerosas iniciativas a favor da cultura galega e do proto-feminismo.

A 4 de maio do 1956 as duas últimas herdeiras de Emilia Pardo Bazán, María de las Nieves Blanca Quiroga y Pardo Bazán, viúva do marquês Jose Calvacanti, e Manuela Esteban Collantes y Sandoval, viúva de Jaime Quiroga y Pardo Bazán, filho da escritora galega e conde de Torre de Cela, decidiram registar a doação póstuma dos seus bens numa cerimónia realizada em Madrid. Como representantes da Real Academia Galega compareceram Sebastián Martínez Risco y Macías, Ángel del Castillo López e Julio Rodríguez Yordi, tendo ficado registado em acta a intenção da criação do Museu Emilia Pardo Bazán na antiga casa onde esta residiu, localizada na área da Cidade Velha da Corunha, e designado que a instituição cultural se ocuparia da conservação e na curadoria do dito museu.

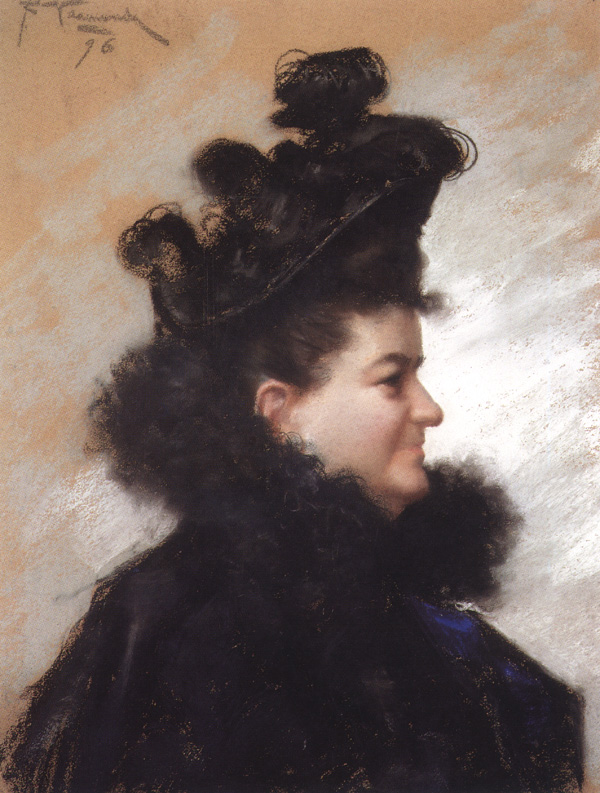
Retrato de Emilia Pardo Bazán (1896)

A 25 de setembro de 1959 constituiu-se o Patronato do Museu Emilia Pardo Bazán.
A 9 de julho do 1963, após a morte de Manuela Esteban Collantes a 8 de julho de 1959, foi emitido um testamento aberto, onde se listou todos objectos e bens da família Pardo Bazán, assim como o seu paradeiro, sendo os seus activos posteriormente liquidados e distribuídos entre alguns parentes e algumas instituições de caridade, tais como a igreja paroquial de Santiago na Corunha, a delegação da Cruz Vermelha na Corunha e a iniciativa “Refuxio da Caridade” dirigida então pelo Padre José Rubinos Ramos.
Anos depois, a 2 de dezembro de 1970, María de las Nieves Blanca Quiroga y Pardo Bazán, a última herdeira directa de Emilia Pardo Bazán e de José Quiroga y Pérez de Deza, faleceu, começando o processo para a construção do museu.
Um ano depois, a 13 de agosto do 1971 foi emitido um documento notarial no qual a instituição cultural galega tomou a posse oficial do edifício, constatando a existência de todos os objectos, móveis e artigos que tinham sido anteriormente listados para a doação no primeiro andar da casa. Necessitando o edifício de obras, foi decidido expor de modo provisório, durante vinte dias, em duas salas da Câmara Municipal da Corunha, uma pequena mostra com alguns objectos do espólio pessoal de Emilia Pardo Bazán, ganhando atenção pública e mediática para a futura casa museu. 
Entre 1971 e 1979 realizaram-se várias reformas ao edifício.
A 22 de março de 1979 foi oficialmente inaugurada a Casa Museu de Emilia Pardo Bazán, contando com a presença dos reis de Espanha na cerimónia de abertura. Anos mais tarde, após novas obras, a casa museu foi reinaugurada a 16 de maio do 2003.

## As salas

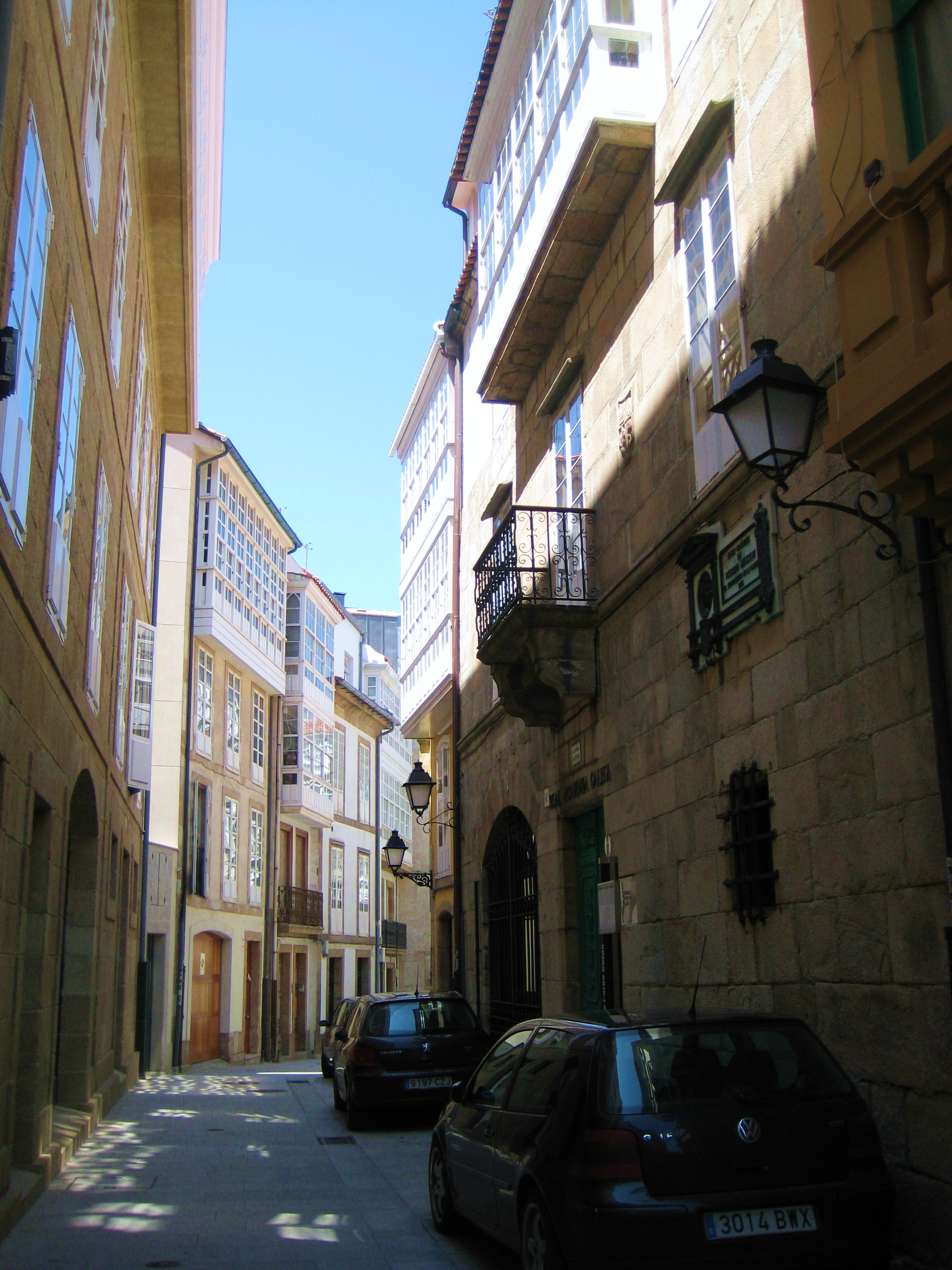
Casa Museu Emilia Pardo Bazán e Sede da Real Academia Galega na Corunha

O museu divide-se nas seguintes salas:

### Sala I. Corredor
Este espaço é dedicado às tapeçarias e móveis de estilo isabelino e neoclássico que pertenceram ao espólio pessoal da escritora galega, encontrando-se também expostos na mesma divisão vários retratos da família Pardo Bazán assim como alguns livros escritos por vários membros da mesma família, tais como do pai da escritora, José Pardo Bazán, e pelo seu filho Jaime.

### Sala II. Sala de Estar

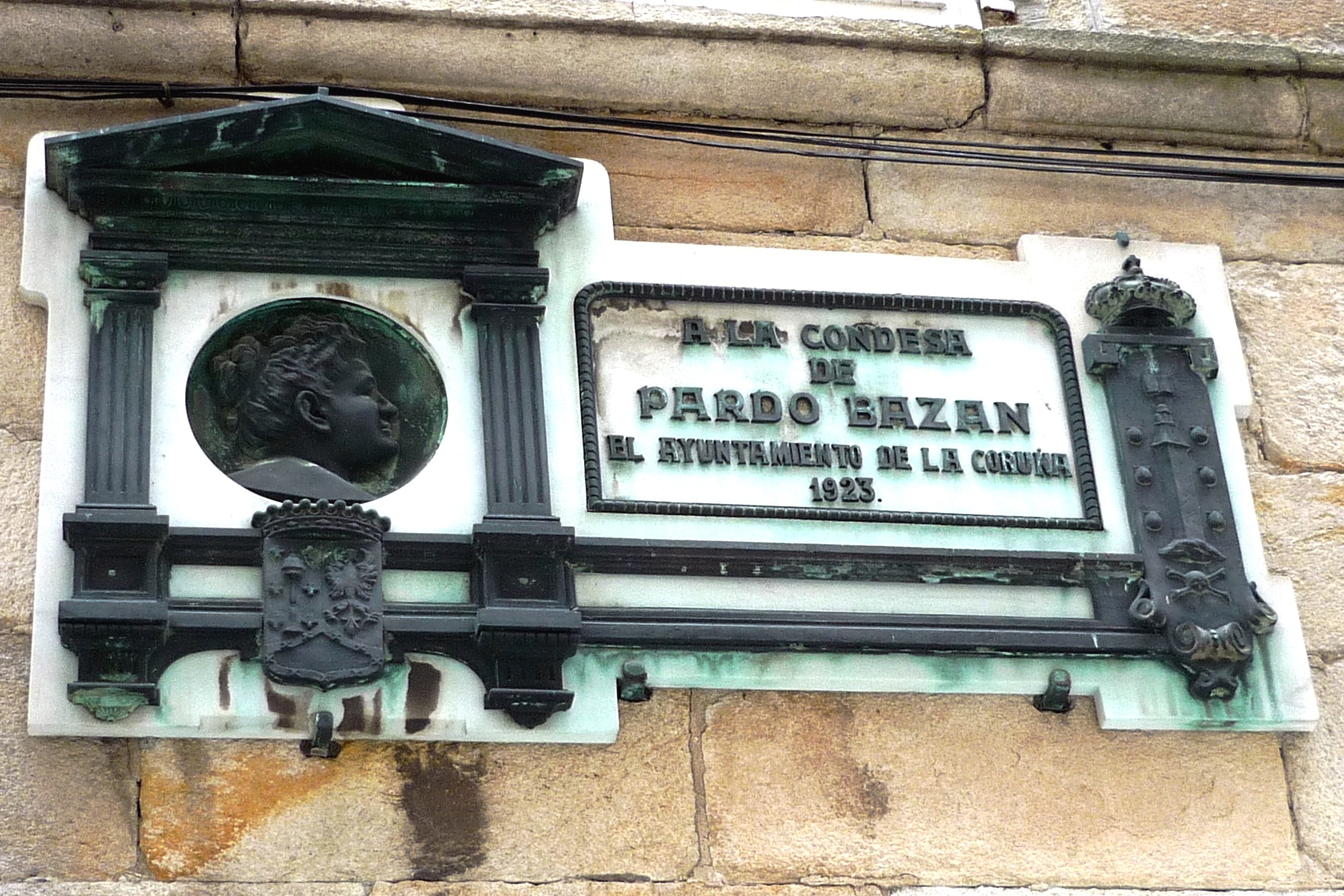
Placa de Homenagem a Emilia Pardo Bazan na fachada da Casa Museu.

Decorada e preservada à época, a sala de estar outrora funcionou como uma sala de visitas, realizando-se no seu espaço ilustres reuniões literárias e celebrações com a presença de inúmeras figuras da sociedade espanhola, como a que ocorreu em 1903 para homenagear a Miguel de Unamuno. Bustos de madeira, retratos, fotografias e vários móveis de estilo isabelino compõem a sala.

### Sala III. Produção Literária
Esta sala divide-se em cinco espaços:
No primeiro encontram-se expostas todas as publicações procedentes da biblioteca pessoal da escritora assim como os livros dedicados à mesma.
No segundo aborda-se a “Cuestión Feminista” ("Questão Feminista"), referindo-se às causas e lutas da escritora de espírito livre que questionou e fez frente ao sistema patriarcal da sociedade do século XIX, ilustrando ainda as batalhas e vitórias obtidas por outras mulheres proto-feministas e feministas durante o mesmo período e o século XX.
No terceiro espaço, dedicado à faceta jornalística da autora, encontram-se expostos vários artigos, crónicas e outras colaborações realizadas com vários periódicos espanhóis.
No quarto, dedicado a Marineda, a alcunha empregue pela escritora para nomear a Corunha, explica-se a história cultural e estrutura social da região ao longo de vários anos.
E no quinto e derradeiro espaço explora-se uma série de artigos publicados pelo periódico Voz da Galiza em 1896 sobre a controvérsia que se gerou entre o poeta e autor Manuel Murguía e Emilia Pardo Bazán, que após o velório de Rosalía de Castro, a acusou de ter inveja do estilo e talento da sua falecida esposa, para além de outros documentos, tais como uma cópia do discurso da autora a agradecer a presidência honorífica da Real Academia Galega.

### Sala IV. Escritório de Trabalho
No antigo escritório da autora encontram-se expostos retratos de familiares, fotografias, obras literárias, notas autobiográficas e o prólogo da primeira edição da obra Os Pazos de Ulloa entre outros documentos.

## Horário de Funcionamento
- Horário de Verão: de 1 de julho a 31 de agosto, de segunda-feira a sexta-feira das 09h às 14h30.
- Horário de Inverno: de 1 de setembro a 30 de junho, de segunda-feira a quinta-feira das 09h às 14h45 e das 16h30 às 19h45. Sexta-feira das 09h às 14h45.

Aos fins-de-semana e feriados o museu permanece fechado, sendo possível através do site oficial realizar a visita virtualmente.

## Lista de Referências
1. ↑  «Casa Museo Emilia Pardo Bazán». Escapada Rural
2. ↑  Gant, Mark; Relvas, Susana Rocha (19 de outubro de 2020). Transcultural Spaces and Identities in Iberian Studies (em inglês). [S.l.]: Cambridge Scholars Publishing
3. ↑  «House Museum Emilia Pardo Bazán». Xunta | Museos de Galicia (em inglês). 19 de fevereiro de 2014
4. ↑  «House Museums: Casa Museo Emilia Pardo Bazán Em A Coruña». Turgalicia. 11 de dezembro de 2020
5. ↑  «Emilia Pardo Bazán. Casa Museo. Autenticidad del mobiliario». Biblioteca Virtual Miguel de Cervantes (em espanhol)
6. ↑  Smith, Jennifer (14 de dezembro de 2018). Modern Spanish Women as Agents of Change: Essays in Honor of Maryellen Bieder (em inglês). [S.l.]: Rutgers University Press
7. ↑  La Tribuna: cadernos de estudios da Casa Museo Emilia Pardo Bazán (em galego). [S.l.]: Casa-Museo Emilia Pardo Bazán. 2003

## Ligações Externas
- Página Oficial
- História da Casa Museu Emilia Pardo Bazán
- Site Cervantes Virtual